# Polydesmus bataviae
Polydesmus bataviae är en mångfotingart som beskrevs av Jean-Henri Humbert och Henri Saussure 1869. Polydesmus bataviae ingår i släktet Polydesmus och familjen plattdubbelfotingar. Inga underarter finns listade i Catalogue of Life.